# Grupo Desportivo dos Pescadores da Costa de Caparica
O Grupo Desportivo dos Pescadores da Costa de Caparica, G.D.P.C.C., é uma instituição de utilidade pública, fundada em 1 de janeiro de 1944, sediada na cidade de Costa da Caparica, concelho de Almada, distrito de Setúbal.
O Grupo Desportivo dos Pescadores da Costa da Caparica (GDPCC),  foi fundado a 1 de janeiro de 1944, por pescadores da terra, e inicialmente com o nome de Grupo Desportivo da Casa dos Pescadores.
O Clube está filiado na Federação Portuguesa das Coletividades de Cultura e Recreio, na Associação de Futebol de Setúbal e na Federação Portuguesa de Futebol, com o número 702.
Tem o estatuto de instituição de utilidade pública desportiva.

Está sediado na cidade da Costa da Caparica, concelho de Almada, distrito de Setúbal, e está situado na Avenida Dom Sebastião, nº78, 2825-405 (GPS: 38.639046,-9.230295)

História do GDPCC
As Casas dos Pescadores, responsáveis pela criação do Clube, constituíam organismos de cooperação social. Formados por pescadores, empresas de pesca, armadores e proprietários de barcos e que tinham como principais fins a educação e a assistência aos trabalhadores marítimos.
As Casas dos Pescadores assumiram também a função de realizar a previdência social aos profissionais da pesca residentes nas suas áreas de atuação. 
O emblema do clube representa as cores da terra dos pescadores, o mar, a praia e o barco de pesca tradicional. 
A história do clube pode resumir-se a a três grandes períodos: 
1. Antes de 25 de abril de 1974;
2. Após o 25 de abril de 1974, e;
3. O período de implementação do Programa Costa Polis na Costa de Caparica.

Antes do 25 de abril o Grupo Desportivo dos Pescadores da Costa da Caparica era dirigido pelo senhor Almirante Henrique Tenreiro, que ajudou o clube, quer monetariamente, quer a a nível da dinamização.
A maioria dos jogadores do clube desempenhavam as suas funções laborais em postos de trabalho relacionados com a indústria da pesca, criados pelo Almirante.
Em 1944, as instalações do clube situavam-se onde atualmente se situa o Parque Urbano da Costa de Caparica.

Em 1961, a Freguesia cedeu à Casa dos Pescadores da Costa da Caparica o  terreno onde agora se situam as instalações do clube, acordado na altura pelo Presidente do clube, Senhor Olegário Leonardo.

Após o 25 de abril, surge o associativismo e o clube começou a ser dirigido por sócios eleitos.
No entanto, é o espírito de união, corporativismo e amor pelo clube/vila da Costa da Caparica (atualmente Cidade) que leva grupos de sócios a darem algumas ajudas monetárias e materiais ao clube.
Com o fim das Casas dos Pescadores em 1976, o clube muda o seu nome para Grupo Desportivo dos Pescadores da Costa de Caparica, e as instalações desportivas passam para a Segurança Social e não para o clube.
Nos anos 80 do século passado são construídas as bancadas com ajudas dos sócios e em 2001 é colocado o relvado sintético, um dos primeiros do Distrito de Setúbal, entretanto renovado em 2014.
Após o 25 de abril de 1974, o clube criou outras modalidades para além do futebol, entretanto extintas:
O Andebol nos anos 70;
O Futebol de Salão nos anos 80, em que eram organizados torneios de verão, que se mantiveram até meio da década de 90.
Em 1995, foi criada a equipa de rugby chamada Costa de Caparica, formada pelos ex-internacionais Vitor de Sousa, Carlos Moita e António Moita. 
Ascendeu à 2ª Divisão na época 96/97 e em 98/99 venceu o Campeonato da II Divisão, tendo nessa época perdido apenas 1 jogo. 
Na época de 99/00 obteve o 9º lugar no Campeonato Nacional da I Divisão. 

Com o programa Costa Pólis surge a promessa de até 2010 o Campo dos Pescadores passar do Instituto de Gestão Financeira da Segurança Social para o clube, e ser construído um novo complexo na Praia da Mata. Esta promessa adiada até aos dias de  hoje, não permite a intervenção nas infra-estruturas e melhorias, uma vez que as instalações pertenciam à empresa Parque Expo, entretanto extinta, pertencendo atualmente à Costa Pólis, que se encontra em processo de liquidação, e cujo património está repartido entre a Câmara Municipal de Almada (60%), e Junta de Freguesia da Costa de Caparica (40%).
O futuro e a melhoria das instalações do clube dependem fortemente da futura negociação entre as instituições, e do valor/património que caberá ao clube.
Todas as verbas destinadas ao clube desapareceram em 2008, com o inicio do Programa Polis.
O Grupo Desportivo dos Pescadores da Costa de Caparica, durante a sua existência já conquistou vários títulos, tais como: Campeão da II divisão da Associação de Futebol de Setúbal, 1ª categorias nas épocas de 1948/49, 1955/56 e 2014/2015; Campeão de Juniores em 1957/58 e 1960/61; Campeão da I divisão da Associação de Futebol de Setúbal, 1ª categorias em 1963/64, 1964/65, 1971/72, 1979/80, 1981/82; Campeão do escalão de Seniores da Associação de Futebol de Setúbal em 1985/86 subindo à 3ª Divisão Nacional Série “E”; Campeão Distrital de Juniores em 1986/87; Campeão de Seniores em 1994/95; Campeão distrital de infantis e Iniciados em 2000/2001; Campeão distrital de Juvenis em 2001/02; Campeão distrital de Juniores em 2001/02; Campeão distrital de Infantis em 2002/03, entre vários outros títulos distritais mais recentes, nomeadamente de equipas B, em divisões inferiores.

Este clube, tendo uma perspetiva Desportiva e Social, dinamiza para além do Futebol, outras modalidades como o Halterofilismo, o Jiu-jitsu, que embora sendo modalidades com uma história recente, já têm entre os seus quadros alguns atletas campeões e vice-campeões nacionais, com recordes nacionais. Para além destas, também criou a secção de Futebol de Praia, cuja equipa, participou pelo terceiro ano consecutivo no Campeonato Nacional da modalidade, sob a tutela da Federação Portuguesa de Futebol, tendo em 2018 participado na Euro Winners, no Estádio da Praia da Nazaré